# جایزه بزرگ ایتالیا ۲۰۲۴
جایزه بزرگ ایتالیا ۲۰۲۴ (به طور رسمی با نام فرمول ۱ پیرلی گرن پرمیو د ایتالیا ۲۰۲۴ شناخته می‌شود) یک مسابقه اتومبیلرانی فرمول یک بود که در ۱ سپتامبر ۲۰۲۴ در پیست ناتزیوناله مونتزا در مونتزا، ایتالیا برگزار شد. این مسابقه شانزدهمین دور از مسابقات فرمول یک فصل ۲۰۲۴ بود.
جایزه بزرگ ایتالیا اولین مسابقه راننده آرژانتینی تیم ویلیامز، فرانکو کولاپینتو در فرمول یک بود که تا پایان فصل برای تیم مهندسی جایزه بزرگ ویلیامز رانندگی خواهد کرد. لاندو نوریس و اسکار پیاستری پس از آخرین بار در جایزه بزرگ ایتالیا ۲۰۱۲ ردیف اول را برای مک لارن به دست اوردند.
شارل لکلرک (اتومبیل‌ران)|شارل لکلرک در این مسابقه ۵۳ دوری همراه با تیم فراری به پیروزی رسید و اولین برد این تیم در مونزا پس از سال ۲۰۱۹ به دست آورد. اسکار پیاستری و لاندو نوریس در جایگاه دوم و سوم قرار گرفتند.